# Dirophanes foveolatus
Dirophanes foveolatus là một loài tò vò trong họ Ichneumonidae.